# Eduard Swoboda

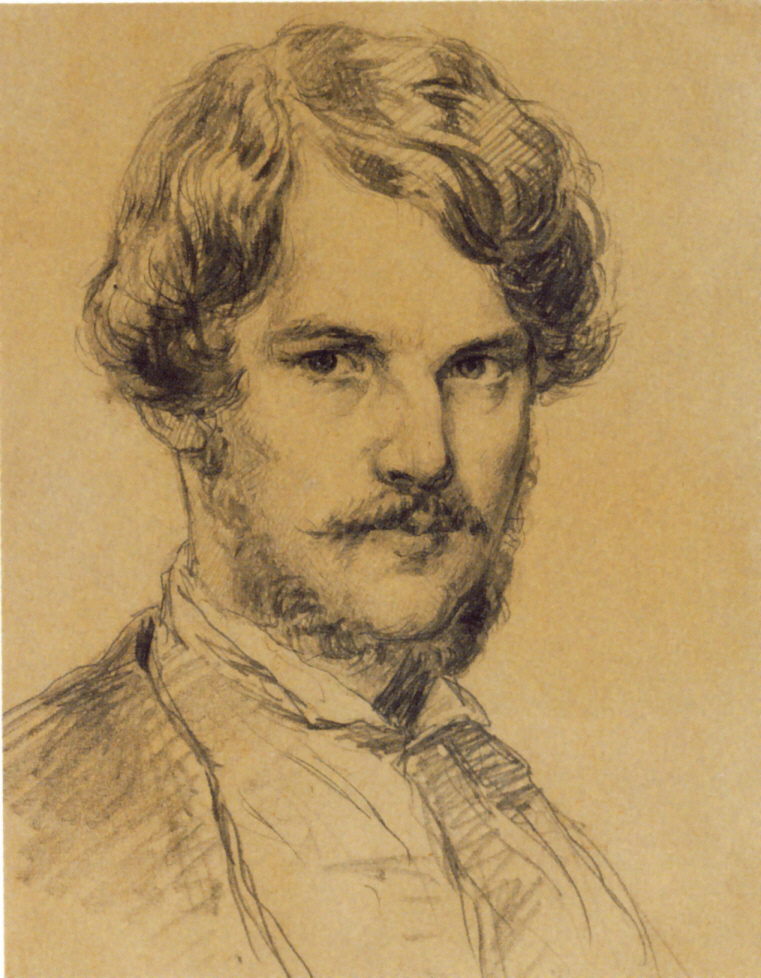
Selbstporträt

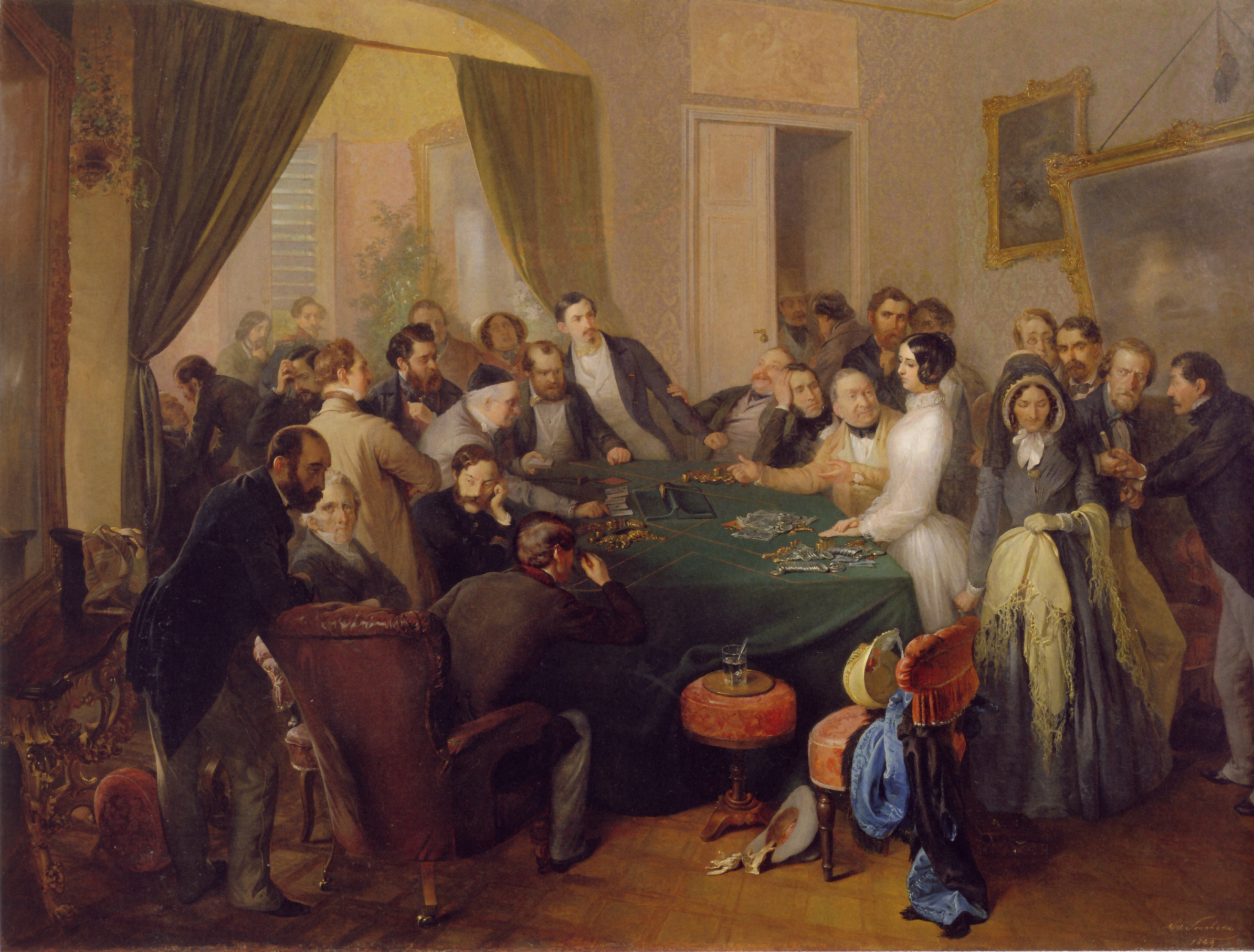
Va banque

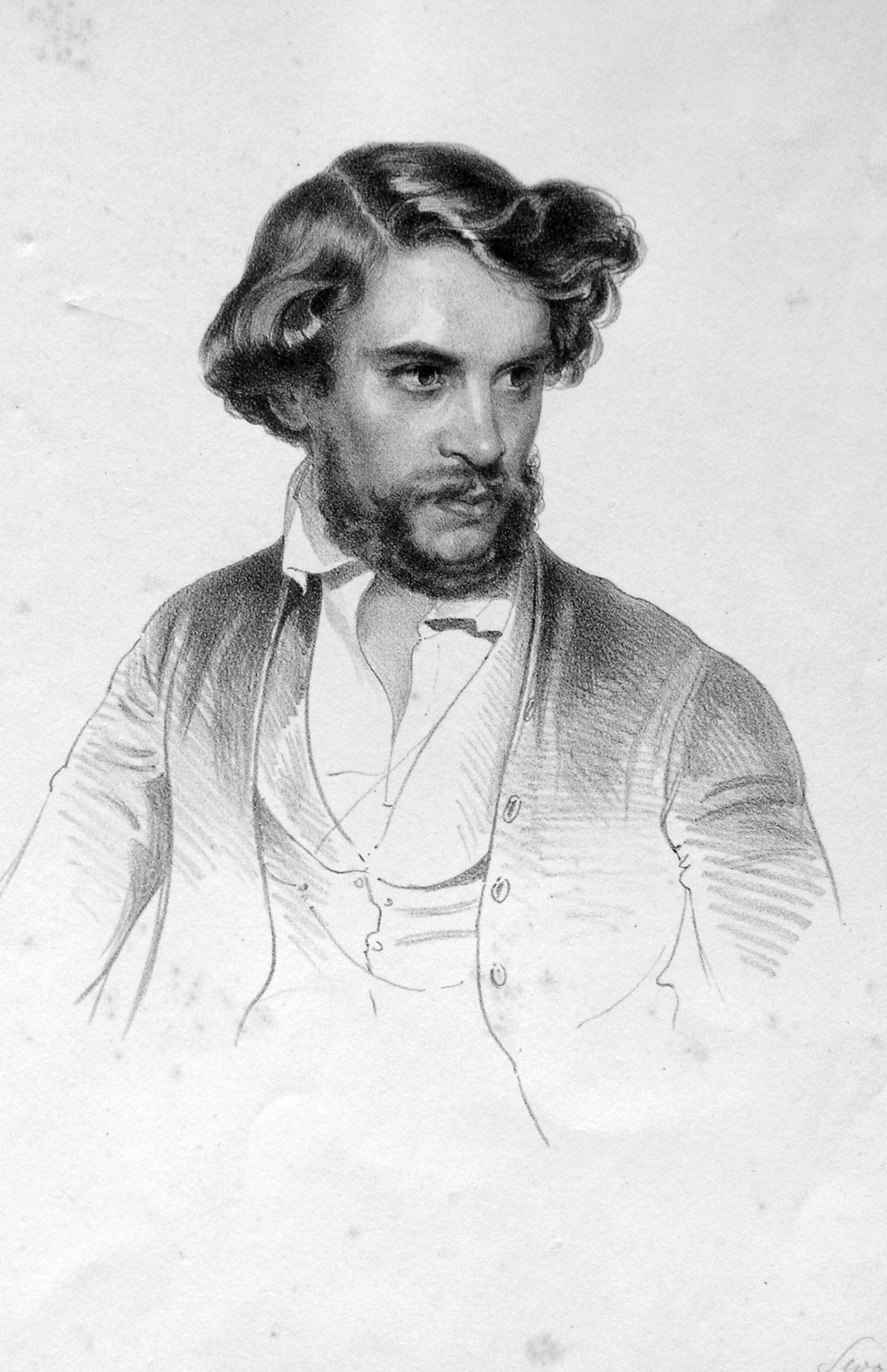
Josef Geyling

Eduard Swoboda (* 14. November 1814 in Mariahilf, heute Wien; † 13. September 1902 in Hallstatt, Oberösterreich) war ein österreichischer Porträt-, Genre- und Historienmaler.

## Leben
Eduard Swoboda wurde im Wiener Vorort Mariahilf Nr. 24/25 geboren, er war der ältere Bruder des Landschafts- und Tiermalers Rudolf Swoboda (1819–1859). Er studierte an der Akademie der bildenden Künste Wien bei Anton Petter. 1833 erhielt er als Mitglied der Schule der historischen Zeichnungsgründe den Gundel-Preis.
Bei Friedrich Schilcher erlernte er verschiedene malerische Techniken, darunter die Freskomalerei. Swoboda stellte 1834 erstmals aus. 1835 wechselte er nach Böhmen, wo er zunächst in Karlsbad Porträtaufträge erfüllte und dann in Prag an der dortigen Akademie der bildenden Künste bei Christian Ruben weiterstudierte. Es folgten Aufenthalte in Pest (1836), Preßburg (1842) und Frankfurt am Main (1848). Swoboda heiratete 1843 in Wien Josefa Janscha, die Tochter des Porzellanmalers Franz Janscha. Nachdem seine Frau 1854 gestorben war, heiratete er 1857 seine zweite Gattin Josefine Müller, die Tochter des Lithografen Leopold Müller und Schwester des Orientmalers Leopold Carl Müller. Swoboda gehörte dem Albrecht-Dürer-Verein an und wurde 1861 Mitglied des Künstlerhauses in Wien. Er wohnte in Wien in der Gumpendorfer Straße 57.
Swoboda starb während eines Urlaubsaufenthaltes im Salzkammergut und wurde auf dem Wiener Zentralfriedhof bestattet. Kinder aus seiner zweiten Ehe war der Maler Rudolf Swoboda und die Porträtmalerin Josefine Swoboda.

## Leistung
Eduard Swoboda war ein vielseitiger Wiener Künstler. In der Ölmalerei befasste er sich hauptsächlich mit Porträts, Genre- und Historienmalerei. An Lithografien wurde der Zyklus Bildnisse Wiener und in Wien lebender Künstler sehr bekannt. Swoboda arbeitete aber auch sehr viel in der Freskotechnik. So schuf er Wandmalereien für Kirchen in Trumau bei Baden, Niederösterreich, in Reichenau, Böhmen, und in Schemnitz, heute Slowakei. Außerdem restaurierte er Fresken in der Großen Orangerie von Schloss Schönbrunn und Gemälde in Laxenburg, Niederösterreich. 1916 fand eine große Gedächtnisausstellung im Wiener Künstlerhaus mit seinen Werken statt.

## Werke (Auswahl)
- Der Vertrag (Wien, Österreichische Galerie Belvedere), 1848, Öl auf Leinwand, 63×80 cm
- Va banque oder Glücksspiel (Wien, Österreichische Galerie Belvedere), 1849, Öl auf Leinwand, 94,5×126,5 cm
- Hochaltarbild der Pfarrkirche St. Andrä vor dem Hagental, 1836